# Markwelchita
La markwelchita és un mineral de la classe dels sulfurs. Rep el nom del Dr Mark D. Welch (n. 1960), del Museu d'Història Natural de Londres, un conegut cristal·lògraf mineralògic que ha investigat una àmplia gamma de minerals, molts dels quals tenen estructures complexes i una química cristal·lina inusual.

## Característiques
La markwelchita és una sulfosal de fórmula química TlPbSbS₃. Va ser aprovada com a espècie vàlida per l'Associació Mineralògica Internacional en el mes d’abril de l'any 2024, i publicada el mes següent. Cristal·litza en el sistema monoclínic. La seva duresa a l'escala de Mohs es troba entre 3 i 4. És l'anàleg amb antimoni de la richardsollyita. Segons la classificació de Nickel-Strunz pertany a «02.HD: Sulfosals de l'arquetip SnS, amb Tl».
L'exemplar que va servir per a determinar l'espècie, el que es coneix com a material tipus, es troba conservat a les col·leccions mineralògiques del Museu d'Història Natural de la Universitat de Florència, a Itàlia, amb el número de catàleg: 3739.

## Formació i jaciments
Va ser descoberta al dipòsit de Jas Roux, situat entre les localitats de La Chapèla i Gap, al departament dels Alts Alps (Provença-Alps-Costa Blava, França). Aquest indret és l'únic de tot el planeta on ha estat descrita aquesta espècie mineral.